# Синдром Гучкова (роман)
«Синдром Гучкова» — роман, написанный Юлианом Семёновичем Семёновым в 1989 году, описывающий трагические обстоятельства, приведшие Александра Ивановича Гучкова к попытке самоубийства.
В основу произведения положены архивные документы и результаты исследований, проведённых в Крыму, Чили и во время экспедиции к Южному Полюсу.

## Сюжет
Роман посвящён жизни и смерти А. И. Гучкова — выдающейся фигуры, в биографии которой отразились трагические судьбы целой эпохи: крушение идеалов русского либерализма, драматические события царской России и личные терзания человека, оказавшегося на перепутье исторических потрясений.
Действие романа разворачивается во Франции, где бывший лидер октябристов живёт в эмиграции. Главным событием становится попытка Гучкова покончить жизнь самоубийством, к которой он прибегает после долгих лет мучительных размышлений о судьбе России.
Через документальные материалы роман реконструирует путь Гучкова как политика, который пытался предотвратить революцию и сохранить Россию как величайшую державу. Он показывает его трагическую неспособность смириться с крушением своих идеалов и гибелью исторической России.
Произведение выходит за рамки простой биографии, становясь размышлением о судьбе русского либерализма и тех политиков, кто оказался «заложником обстоятельств» своего времени. Семёнов исследует феномен «синдрома Гучкова» — состояние безысходности и ностальгии по утраченной родине, характерное для многих русских эмигрантов.

Жизнь и деятельность А. И. Гучкова пришлись на сложное, переломное время российской истории начала XX века, вобравшее в себя две войны и три революции. Блестяще образованный и храбрый человек, представитель московского купечества, деятель московского самоуправления, один из лидеров и организаторов партии октябристов, Председатель Третьей Государственной Думы А. И. Гучков своей политической карьерой не только наглядно отразил кардинальные общественные и политические изменения, которые происходили в стране, но и сам был активным участником самых важных и значительных государственных преобразований. «Никогда не свидетель, везде — участник …».— такую характеристику А.И. Гучкову дал в своём романе «Красное колесо» А.И. Солженицын.
Александр Гучков представлял собой редкий пример среди политических деятелей своего времени, отстаивая стратегию конструктивного сотрудничества с действующей властью как наиболее эффективный путь спасения страны. Он последовательно добивался эволюционных преобразований, постепенно склоняя правительство к компромиссам и расширению общественных свобод. Его конечной целью было формирование полноценной конституционной монархии в России, где права и интересы граждан были бы надёжно защищены правовым образом.